# Rafflesia pricei
Rafflesia pricei es una especie de planta parásita de flores perteneciente a la familia Rafflesiaceae, es endémica de Borneo. Fue nombrada en honor del botánico  William Price, quien descubrió la especie en el Monte Kinabalu en 1960s.

## Taxonomía
Rafflesia pricei fue descrita por Willem Meijer y publicado en Blumea 30: 214, en el año 1984.